# アメリカンリーグ
アメリカンリーグ（英: American League、略称: AL）は、メジャーリーグベースボールを構成する2つのリーグの一つ。日本ではア・リーグと呼ぶこともある。正式名称は、アメリカン・リーグ・オブ・プロフェッショナル・ベースボール・クラブズ（英: American League of Professional Baseball Clubs）である。
前身はナショナルリーグ傘下のマイナーリーグであったウェスタンリーグで、1900年1月29日に名称をアメリカンリーグに変更し、1年間マイナーリーグとしてリーグ戦を行った後に、翌1901年の年明けにメジャーリーグ宣言をして、この年から現在のナショナルとアメリカンの両リーグ体制がスタートした。
8チーム編成で1960年まで続いたが、1961年から10チームとなり、1969年には12チームに拡大して、東・西地区の2地区制がスタートし東西地区優勝チームのプレーオフ制度が導入された。その後1977年に14チーム編成となり、1994年に東・中・西の3地区制となって各地区優勝チームとそれ以外の最高勝率チーム（ワイルドカード）とで4チームでのリーグ優勝決定シリーズが始まった。
1998年にタンパベイ・デビルレイズが新規加入し、ミルウォーキー・ブルワーズがナショナルリーグ中地区に移籍している。2013年より、ナショナルリーグ中地区からヒューストン・アストロズがアメリカンリーグ西地区に移籍し、東・中・西地区各5チームの合計15チーム編成となる。
1973年以降は指名打者制を採用している（ナショナルリーグでは2020年暫定的に採用、2021年は不採用だったが、2022年から正式に採用）。2000年までは消灯ルール（現地時間未明1:00を過ぎた時点でその時点での攻撃中のイニングをもって打ち切り、次回の同一会場・同一カード開催日の試合前に続きを行う）も採用されていた。

## 所属チーム
| 地区   | チーム                                                   | 創設年 | 加盟年 | 本拠地                                                            |
| ------ | -------------------------------------------------------- | ------ | ------ | ----------------------------------------------------------------- |
| 東地区 | ボルチモア・オリオールズ Baltimore Orioles (BAL)         | 1894   | 1901   | メリーランド州ボルチモア オリオールパーク・アット・カムデンヤーズ |
| 東地区 | ボストン・レッドソックス Boston Red Sox (BOS)            | 1901   | 1901   | マサチューセッツ州ボストン フェンウェイ・パーク                   |
| 東地区 | ニューヨーク・ヤンキース New York Yankees (NYY)          | 1901   | 1901   | ニューヨーク州ニューヨーク・ブロンクス ヤンキー・スタジアム       |
| 東地区 | タンパベイ・レイズ Tampa Bay Rays (TB)                   | 1998   | 1998   | フロリダ州セントピーターズバーグ トロピカーナ・フィールド         |
| 東地区 | トロント・ブルージェイズ Toronto Blue Jays (TOR)         | 1977   | 1977   | オンタリオ州トロント ロジャース・センター                         |
| 中地区 | シカゴ・ホワイトソックス Chicago White Sox (CWS)         | 1894   | 1901   | イリノイ州シカゴ ギャランティード・レート・フィールド             |
| 中地区 | クリーブランド・ガーディアンズ Cleveland Guardians (CLE) | 1894   | 1901   | オハイオ州クリーブランド プログレッシブ・フィールド               |
| 中地区 | デトロイト・タイガース Detroit Tigers (DET)              | 1894   | 1901   | ミシガン州デトロイト コメリカ・パーク                             |
| 中地区 | カンザスシティ・ロイヤルズ Kansas City Royals (KC)       | 1969   | 1969   | ミズーリ州カンザスシティ カウフマン・スタジアム                   |
| 中地区 | ミネソタ・ツインズ Minnesota Twins (MIN)                 | 1894   | 1901   | ミネソタ州ミネアポリス ターゲット・フィールド                     |
| 西地区 | ヒューストン・アストロズ Houston Astros (HOU)            | 1962   | 2013   | テキサス州ヒューストン ダイキン・パーク                           |
| 西地区 | ロサンゼルス・エンゼルス Los Angeles Angels (LAA)        | 1961   | 1961   | カリフォルニア州アナハイム エンゼル・スタジアム・オブ・アナハイム |
| 西地区 | アスレチックス Athletics (ATH)                           | 1901   | 1901   | カリフォルニア州ウェストサクラメント サター・ヘルス・パーク       |
| 西地区 | シアトル・マリナーズ Seattle Mariners (SEA)              | 1977   | 1977   | ワシントン州シアトル T-モバイル・パーク                           |
| 西地区 | テキサス・レンジャーズ Texas Rangers (TEX)               | 1961   | 1961   | テキサス州アーリントン グローブライフ・フィールド                 |

## 所属チームの変遷
※太字は新加盟チーム

### 1900年（アメリカンリーグ発足時）
1893年に創設されたウェスタン・リーグがアメリカンリーグに改称。同時に前年に12チームから8チームに再編成されたナショナルリーグで脱落した球団を吸収して、8チーム・8都市のフランチャイズを認めた。シカゴ（ミネソタ州セントポールから移動）、クリーブランド（ミシガン州グランドラピッズから移動）、バッファロー、デトロイト、ミネアポリス、ミルウォーキー、インディアナポリス、カンザス・シティの8球団で、この年のリーグ戦を開催。シカゴ・ホワイトストッキングスが優勝。マイナーリーグとしては最初で最後のシーズンであった。
- デトロイト・タイガース
- シカゴ・ホワイトソックス（セントポール・セインツからフランチャイズ変更）
- ミルウォーキー・ブルワーズ
- クリーブランド・ブルーバーズ（グランドラピッズ・ラスラーズからフランチャイズ変更）
- カンザスシティ・ブルース
- ミネアポリス・ミラーズ
- インディアナポリス・フージャーズ
- バッファロー・バイソンズ

### 1901年（メジャー・リーグ宣言後）
年明けにメジャー・リーグ宣言をして、前年のチーム8球団のうち、ミネアポリス、バッファロー、インディアナポリス、カンザス・シティを除名し、新たにボルチモア、ボストン、フィラデルフィア、ワシントンを加えて8チームで発足し、メジャー・リーグとしてスタートした。
- ボルチモア・オリオールズ（現ニューヨーク・ヤンキース。現ボルチモア・オリオールズとは無関係）
- ボストン・アメリカンズ（現ボストン・レッドソックス）
- シカゴ・ホワイトストッキングス（現シカゴ・ホワイトソックス）
- クリーブランド・ブルーバーズ（現クリーブランド・ガーディアンズ）
- デトロイト・タイガース
- フィラデルフィア・アスレチックス（現オークランド・アスレチックス）
- ミルウォーキー・ブルワーズ（現ボルチモア・オリオールズ）
- ワシントン・セネタース（現ミネソタ・ツインズ）

### 1902年 - 1949年
1902年
- ミルウォーキー・ブルワーズが移転、セントルイス・ブラウンズに改称
- クリーブランド・ブルーバーズがクリーブランド・ブロンコスに改称

1903年
- ボルチモア・オリオールズが移転、ニューヨーク・ハイランダーズに改称
- ホワイトストッキングスがシカゴ・ホワイトソックスに改称
- クリーブランド・ブロンコスがクリーブランド・ナップスに改称

1905年
- ワシントン・セネタースがワシントン・ナショナルズに改称するが、新聞などはセネタースの名を使い続けたため2つの名前が混在し、その後ナショナルズを略してナッツとも呼ばれて3つの名前が混在

1908年
- ボストン・アメリカンズは、ほかにさまざまな愛称があったが、この年にボストン・レッドソックスに改称

1913年
- ニューヨーク・ハイランダーズが本拠地球場の移転に伴い、ニューヨーク・ヤンキースに改称

1915年
- クリーブランド・ナップスがクリーブランド・インディアンスに改称

### 1950年 - 1999年
1954年
- セントルイス・ブラウンズが移転、ボルチモア・オリオールズに改称

1955年
- フィラデルフィア・アスレチックスが移転、カンザスシティ・アスレチックスに改称

1957年
- ワシントン・ナショナルズが正式にチーム名をワシントン・セネタースに戻す

1961年
- ワシントン・セネタースがミネソタ州ミネアポリスに移転、ミネソタ・ツインズに改称
- 8球団から10球団への球団拡張（エクスパンション）が行われロサンゼルス・エンゼルスと前年までのワシントン・セネタースとは全く別組織の新ワシントン・セネタース（現テキサス・レンジャース）の2チームが加盟した。

1965年
- ロサンゼルス・エンゼルスがカリフォルニア・エンゼルスに改称

1968年
- カンザスシティ・アスレチックスが移転、オークランド・アスレチックスに改称

1969年
- 2球団拡張で12球団となり、シアトル・パイロッツ（現ミルウォーキー・ブルワーズ）とカンザスシティ・ロイヤルズが加盟した
- 球団数が増えたため東西2地区制が導入され以下の各6チームに振り分けられた

| 西地区                       | 東地区                         |
| ---------------------------- | ------------------------------ |
| カリフォルニア・エンゼルス   | ボルチモア・オリオールズ       |
| シカゴ・ホワイトソックス     | ボストン・レッドソックス       |
| カンザスシティ・ロイヤルズ   | クリーブランド・インディアンス |
| ミネソタ・ツインズ           | デトロイト・タイガース         |
| オークランド・アスレチックス | ニューヨーク・ヤンキース       |
| シアトル・パイロッツ         | ワシントン・セネタース         |

1970年
- シアトル・パイロッツが移転、ミルウォーキー・ブルワーズに改称

1972年
- ワシントン・セネタースが移転、テキサス・レンジャースに改称
- セネタースの移転に伴い、レンジャースが西地区にブルワーズが東地区に配置換えされた

1977年
- 2球団増えて14球団となりシアトル・マリナーズが西地区に、トロント・ブルージェイズが東地区に加盟

| 西地区                       | 東地区                         |
| ---------------------------- | ------------------------------ |
| カリフォルニア・エンゼルス   | ボルチモア・オリオールズ       |
| シカゴ・ホワイトソックス     | ボストン・レッドソックス       |
| カンザスシティ・ロイヤルズ   | クリーブランド・インディアンス |
| ミネソタ・ツインズ           | デトロイト・タイガース         |
| オークランド・アスレチックス | ニューヨーク・ヤンキース       |
| テキサス・レンジャーズ       | ミルウォーキー・ブルワーズ     |
| シアトル・マリナーズ         | トロント・ブルージェイズ       |

1994年
- 3地区制に移行し、以下の3地区に再編された

| 西地区                       | 中地区                         | 東地区                   |
| ---------------------------- | ------------------------------ | ------------------------ |
| カリフォルニア・エンゼルス   | シカゴ・ホワイトソックス       | ボルチモア・オリオールズ |
| オークランド・アスレチックス | クリーブランド・インディアンス | ボストン・レッドソックス |
| シアトル・マリナーズ         | カンザスシティ・ロイヤルズ     | デトロイト・タイガース   |
| テキサス・レンジャース       | ミルウォーキー・ブルワーズ     | ニューヨーク・ヤンキース |
|                              | ミネソタ・ツインズ             | トロント・ブルージェイズ |

1997年
- カリフォルニア・エンゼルスがアナハイム・エンゼルスに改称

1998年
- 1球団拡張でタンパベイ・デビルレイズ（現タンパベイ・レイズ）が東地区に加盟
- 再編成が行われ、デトロイト・タイガースが中地区に移動、ミルウォーキー・ブルワーズがナショナルリーグに配置換えされた

| 西地区                       | 中地区                                   | 東地区                   |
| ---------------------------- | ---------------------------------------- | ------------------------ |
| アナハイム・エンゼルス       | シカゴ・ホワイトソックス                 | ボルチモア・オリオールズ |
| オークランド・アスレチックス | クリーブランド・インディアンス           | ボストン・レッドソックス |
| シアトル・マリナーズ         | デトロイト・タイガース（東地区から移動） | タンパベイ・デビルレイズ |
| テキサス・レンジャース       | カンザスシティ・ロイヤルズ               | ニューヨーク・ヤンキース |
|                              | ミネソタ・ツインズ                       | トロント・ブルージェイズ |

### 2000年以降
2005年
- アナハイム・エンゼルスがロサンゼルス・エンゼルス・オブ・アナハイムに改称

2008年
- タンパベイ・デビルレイズがタンパベイ・レイズに改称

2013年
- ヒューストン・アストロズがナショナルリーグ中地区からアメリカンリーグ西地区に編入

| 西地区                                               | 中地区                         | 東地区                   |
| ---------------------------------------------------- | ------------------------------ | ------------------------ |
| ロサンゼルス・エンゼルス・オブ・アナハイム           | シカゴ・ホワイトソックス       | ボルチモア・オリオールズ |
| オークランド・アスレチックス                         | クリーブランド・インディアンス | ボストン・レッドソックス |
| シアトル・マリナーズ                                 | カンザスシティ・ロイヤルズ     | タンパベイ・レイズ       |
| テキサス・レンジャース                               | デトロイト・タイガース         | ニューヨーク・ヤンキース |
| ヒューストン・アストロズ（ナショナルリーグから移籍） | ミネソタ・ツインズ             | トロント・ブルージェイズ |

2016年
- ロサンゼルス・エンゼルス・オブ・アナハイムがロサンゼルス・エンゼルスに改称

2022年
- クリーブランド・インディアンズがクリーブランド・ガーディアンズに改称

2025年
- オークランド・アスレチックスがアスレチックスに改称

## 球団別優勝回数
2024シーズン終了時点
| 球団名                         | 優勝回数 | 優勝年 | 備考  |
| ------------------------------ | -------- | --- | ----- |
| ニューヨーク・ヤンキース       | 41       | 1921,1922,1923,1926,1927,1928,1932,1936,1937,1938, 1939,1941,1942,1943,1947,1949,1950,1951,1952,1953, 1955,1956,1957,1958,1960,1961,1962,1963,1964,1976, 1977,1978,1981,1996,1998,1999,2000,2001,2003,2009, 2024 |       |
| オークランド・アスレチックス   | 15       | 1902,1905,1910,1911,1913,1914,1929,1930,1931,1972, 1973,1974,1988,1989,1990 |       |
| ボストン・レッドソックス       | 14       | 1903,1904,1912,1915,1916,1918,1946,1967,1975,1986, 2004,2007,2013,2018 |       |
| デトロイト・タイガース         | 11       | 1907,1908,1909,1934,1935,1940,1945,1968,1984,2006, 2012 |       |
| ボルチモア・オリオールズ       | 7        | 1944,1966,1969,1970,1971,1979,1983 |       |
| シカゴ・ホワイトソックス       | 6        | 1901,1906,1917,1919,1959,2005 |       |
| クリーブランド・ガーディアンズ | 6        | 1920,1948,1954,1995,1997,2016 |       |
| ミネソタ・ツインズ             | 6        | 1924,1925,1933,1965,1987,1991 |       |
| カンザスシティ・ロイヤルズ     | 4        | 1980,1985,2014,2015 |       |
| ヒューストン・アストロズ       | 4        | 2017,2019,2021,2022 | [ 2 ] |
| テキサス・レンジャーズ         | 3        | 2010,2011,2023 |       |
| トロント・ブルージェイズ       | 2        | 1992,1993 |       |
| タンパベイ・レイズ             | 2        | 2008,2020 |       |
| ミルウォーキー・ブルワーズ     | 1        | 1982 | [ 3 ] |
| ロサンゼルス・エンゼルス       | 1        | 2002 |       |
| シアトル・マリナーズ           | 0        | |       |